# Martin Fochler
Martin Fochler (* 10. Juni 1946 in Sachsenhausen) ist ein politischer Aktivist, der sich seit Anfang der 1970er Jahre in verschiedenen sozialistischen und kommunistischen politischen Organisationen betätigt.

## Politischer Werdegang
Martin Fochler gehörte zu den Gründern des aus dem Sozialistischen Deutschen Studentenbund Heidelberg hervorgegangenen maoistischen Kommunistischen Bund Westdeutschland und zählte als stellvertretender Sekretär neben Joscha Schmierer zu dessen wichtigsten Führungsmitgliedern. Bereits seit 1973 gehörte er ununterbrochen dem Zentralkomitee bzw. dessen Ständigen Ausschuss an und galt als Graue Eminenz der Organisation. Der Öffentlichkeit wurde er erst dadurch bekannt, als er ab Juni 1975 während einer Haftzeit Joscha Schmierers dessen Posten als Sekretär des KBW übernahm. Im Sommer 1975 trat er bei den vom KBW mitorganisierten gewalttätigen Demonstrationen gegen Fahrpreiserhöhungen im Öffentlichen Nahverkehr in Heidelberg und Frankfurt (Main) in Erscheinung. In demselben Jahr fiel er durch einige radikale Äußerungen in Interviews auf. Von Ende Juni 1978 bis Juni 1980 war er verantwortlicher Redakteur der Kommunistischen Volkszeitung.
1980 stand er an der Spitze von etwa 600 Mitgliedern des Kommunistischen Bundes Westdeutschland, die sich von diesem trennten und den Bund Westdeutscher Kommunisten gründeten, da sich der KBW seiner Meinung nach vom Gründungsmanifest entfernt hatte. Ab 1978 hatte Joscha Schmierer begonnen, wegen der politischen Erfolglosigkeit der Politik des KBW das Programm der westdeutschen Kommunisten in Frage zu stellen.
Fochler ist Mitbegründer der Zeitschrift Politische Berichte. Diese erscheint im GNN-Verlag, deren Geschäftsführer er ist.
Nach der Selbstauflösung des BWK als politische Partei trug Fochler maßgeblich dazu bei, dessen Strukturen in die westlichen Landesverbände der PDS als Arbeitsgemeinschaften „in und bei der PDS“ hinüberzuretten. Aktuell sind diese Post-BWK-Zusammenhänge im Verein für politische Bildung, linke Kritik und  Kommunikation und der von diesem herausgegebenen Zeitschrift Politische Berichte organisiert. Fochler ist hier leitend tätig.
Fochler ist verheiratet und lebt in München. Er hat einen Berufsabschluss als Chemielaborant.

## Veröffentlichungen
- Solange es Imperialismus gibt, gibt es Krieg. (Hrsg. vom ZK des KBW), 2. durchgesehene Auflage, 5.–8. Tsd., Frankfurt, Kühl KG, Verlagsgesellschaft Kommunismus und Klassenkampf (VKK), 1977 (anonym erschienen), dazu kritisch:
  - Hans-Gerhart Schmierer („ges.“), Strategie und Taktik im Kampf gegen die Kriegsgefahr müssen geklärt werden, soll die Revolution dem Krieg zuvorkommen, in: Kommunismus und Klassenkampf Nr. 6/Juni 1980. S. 15–19